# استوارت بونس
استوارت بونس (به انگلیسی: Stuart Bunce) (زاده ۲۱ اکتبر ۱۹۷۱)، بازیگر انگلیسی است.
از فیلم‌های معروف او می‌توان به بازی در فیلم اولین شوالیه اشاره کرد.